# Relațiile de reciprocitate ale lui Onsager
În termodinamică relațiile de reciprocitate ale lui Onsager exprimă egalitatea anumitor rapoarte între fluxuri și forțe în sistemele termodinamice care nu sunt la echilibru, dar unde există un echilibru local.
„Relațiile de reciprocitate” apar între diferite perechi de forțe și fluxuri într-o varietate de sisteme fizice. De exemplu, fie sistemele formate din fluide, descrise prin temperatură, densitate a materiei și presiune. În această clasă de sisteme se știe că diferențele de temperatură duc la fluxuri de căldură din părțile mai calde către părțile mai reci ale sistemului; similar, diferențele de presiune vor duce la un flux de materie din regiunile de înaltă presiune în regiunile de joasă presiune. Ceea ce este remarcabil este observația că, atunci când atât presiunea, cât și temperatura variază, diferențele de temperatură la presiune constantă pot provoca curgerea materiei (ca în convecție), iar diferențele de presiune la temperatură constantă pot provoca un flux termic (flux de căldură). Poate în mod surprinzător, fluxul termic pe unitatea de diferență de presiune și fluxul de densitate (materie) pe unitatea de diferență de temperatură sunt egale. Această egalitate a fost demonstrată ca fiind necesară de către Lars Onsager, folosind mecanica statistică, ca o consecință a reversibilității în timp a dinamicii microscopice (reversibilitatea microscopică⁠(d)). Teoria dezvoltată de Onsager este mult mai generală decât acest exemplu și capabilă să trateze mai mult de două forțe termodinamice simultan, cu limitarea că „principiul reversibilității dinamice nu se aplică atunci când sunt prezente câmpuri magnetice (externe) sau forțe Coriolis”, caz în care „relațiile de reciprocitate eșuează”.
Deși sistemul format din fluide descris probabil este cel mai intuitiv, precizia ridicată a măsurătorilor electrice face realizările experimentale ale reciprocității lui Onsager mai ușoare în sistemele care implică fenomene electrice. De fapt, lucrarea lui Onsager din 1931 se referă la efectele termoelectrice⁠(d) și la fenomenele de transport în electroliți, așa cum sunt bine cunoscute din secolul al XIX-lea, inclusiv teoriile „cvasitermodinamice” ale efectelor Thomson și Helmholtz. Reciprocitatea lui Onsager în efectul termoelectric se manifestă prin egalitatea coeficienților Peltier (flux termic cauzat de o diferență de tensiune) și Seebeck (curent electric cauzat de o diferență de temperatură) ai unui material termoelectric. Similar, așa-numiții coeficienți „piezoelectric” (curent electric produs de o tensiune mecanică) și „piezoelectric invers” (deformare produsă de o diferență de tensiune electrică) sunt egali. Pentru multe sisteme cinetice, cum ar fi ecuația Boltzmann⁠(d) sau cinetica chimică, relațiile Onsager sunt strâns legate de principiul echilibrului detaliat⁠(d) și folosite în aproximarea liniară în apropierea echilibrului.
D. G. Miller a colectat și analizat verificări experimentale ale ale relațiilor de reciprocitate ale lui Onsager pentru multe clase de procese ireversibile, și anume pentru efectele termoelectrice, fenomene electrocinetice, transfer în electroliți, soluții, difuzie, conducție termică și electrică în solide anizotrope, efecte termomagnetice și galvanomagnetice. În această enumerare clasică, reacțiile chimice sunt considerate „cazuri de dovezi slabe” și neconcludente. Analizele și experimentele teoretice ulterioare susțin relațiile de reciprocitate din cinetica chimică cu transport. Legea lui Kirchhoff a radiației termice este un alt caz particular al relațiilor de reciprocitate ale lui Onsager aplicate emisiei⁠(d), respectiv absorbției⁠(d) radiației electromagnetice de către un corp material în echilibru termodinamic.
Pentru descoperirea acestor relații de reciprocitate, Lars Onsager a primit în 1968 Premiul Nobel pentru Chimie. Discursul de prezentare s-a referit la cele trei legi ale termodinamicii și apoi a adăugat „Se poate spune că relațiile de reciprocitate ale lui Onsager reprezintă o lege suplimentară care face posibil un studiu termodinamic al proceselor ireversibile”. Unii autori chiar au descris relațiile lui Onsager drept „principiul al patrulea al termodinamicii”.
| Potențial/Flux     | Căldură           | Electricitate      | Difuziune         | Deformare          |
| ------------------ | ----------------- | ------------------ | ----------------- | ------------------ |
| Temperatură        | Conducție termică | Efectul Seebeck    | Termodifuziune    | Termoelasticitate  |
| Tensiune electrică | Efectul Peltier   | Legea lui Ohm      | Electromigrare⁠(d) | Piezoelectricitate |
| Potențial chimic   | Efectul Dufour⁠(d) | Element galvanic   | Legile lui Fick   | Osmoză             |
| Tensiune mecanică  | Termoelasticitate | Piezoelectricitate | Osmoză            | Legea lui Hooke    |

## Exemplu: Sistem format din fluide

### Ecuația fundamentală
Potențialul termodinamic de bază este energia internă. Într-un sistem format dintr-un fluid simplu, neglijând efectele viscozității, ecuația termodinamică fundamentală se scrie:
{\displaystyle \mathrm {d} U=T\,\mathrm {d} S-p\,\mathrm {d} V+\mu \,\mathrm {d} M}
unde U este energia internă, T este temperatura, S este entropia, p este presiunea hidrostatică, V este volumul, {\displaystyle \mu } este potențialul chimic, iar M este masa. În funcție de energia internă masică, u, entropia masică, s și densitatea (masa volumică), {\displaystyle \rho }, ecuația fundamentală la volum fix se scrie:
{\displaystyle \mathrm {d} u=T\,\mathrm {d} s+\mu \,\mathrm {d} \rho }
Pentru sisteme care nu sunt formate doar din fluide vor exista și alte variabile care descriu fenomenele, dar principiul este același. Ecuația de mai sus poate fi rezolvată pentru entropia masică:
{\displaystyle \mathrm {d} s={\frac {1}{T}}\,\mathrm {d} u+{\frac {-\mu }{T}}\,\mathrm {d} \rho }
Expresia de mai sus a primului principiu al termodinamicii cu privire la variația entropiei definește variabilele conjugate entropice ale lui {\displaystyle u} și {\displaystyle \rho }, care sunt {\displaystyle 1/T} și {\displaystyle -\mu /T} și sunt  cantități intensive analoge cu energiile potențiale; gradienții lor se numesc forțe termodinamice deoarece provoacă curgeri ale mărimilor extensive corespunzătoare, așa cum sunt exprimate în ecuațiile următoare.

### Ecuațiile de continuitate
Conservarea masei este exprimată local prin faptul că fluxul masei volumice satisface ecuația de continuitate:
{\displaystyle {\frac {\partial \rho }{\partial t}}+\nabla \cdot \mathbf {J} _{\rho }=0,}
unde {\displaystyle \mathbf {J} _{\rho }} este fluxul vectorial de masă. Formularea conservării energiei în general nu apare sub forma unei ecuații de continuitate deoarece cuprinde contribuții atât din energia mecanică macroscopică a curgerii fluidului, cât și din energia internă microscopică. Totuși, dacă se presupune că viteza macroscopică a fluidului este neglijabilă, se obține conservarea energiei în următoarea formă:
{\displaystyle {\frac {\partial u}{\partial t}}+\nabla \cdot \mathbf {J} _{u}=0,}
unde {\displaystyle u} este energia internă masică, iar {\displaystyle \mathbf {J} _{u}} este fluxul de energie internă.
Deoarece interesul este în general pentru un fluid imperfect, entropia nu se conservă local și evoluția sa locală poate fi dată sub forma entropiei masice {\displaystyle s} ca
{\displaystyle {\frac {\partial s}{\partial t}}+\nabla \cdot \mathbf {J} _{s}={\frac {\partial s_{c}}{\partial t}}}
unde {\displaystyle {\partial s_{c}}/{\partial t}} este viteza de creștere a entropiei masice datorită proceselor ireversibile de echilibrare care au loc în fluid, iar {\displaystyle \mathbf {J} _{s}} este fluxul de entropie.

### Ecuațiile fenomenologice
În absența fluxurilor de materie, legea lui Fourier se scrie de obicei:
{\displaystyle \mathbf {J} _{u}=-\lambda \,\nabla T;}
unde {\displaystyle \lambda } este conductivitatea termică. Totuși, această lege este doar o aproximare liniară și este valabilă numai pentru cazul în care {\displaystyle \nabla T\ll T}, conductivitatea termică fiind posibil o funcție de variabilele de stare termodinamice, dar nu și de gradienții acestora sau de viteza schimbării. Presupunând că acesta este cazul, legea lui Fourier poate fi scrisă la fel de bine:
{\displaystyle \mathbf {J} _{u}=\lambda T^{2}\nabla {\frac {1}{T}};}
În absența fluxurilor termice, legea lui Fick pentru difuzie se scrie de obicei:
{\displaystyle \mathbf {J} _{\rho }=-D\,\nabla \rho ,}
unde D este coeficientul de difuzie. Deoarece aceasta este și o aproximare liniară și deoarece potențialul chimic crește monoton cu densitatea la o temperatură dată, legea lui Fick poate fi scrisă și:
{\displaystyle \mathbf {J} _{\rho }=D'\,\nabla {\frac {-\mu }{T}}}
unde, din nou, {\displaystyle D'} este în funcție de parametrilor de stare, dar nu și de gradienții lor sau de variația lor în timp. Pentru cazul general, în care există atât fluxuri de masă, cât și de energie, ecuațiile fenomenologice pot fi scrise astfel:
{\displaystyle \mathbf {J} _{u}=L_{uu}\,\nabla {\frac {1}{T}}+L_{u\rho }\,\nabla {\frac {-\mu }{T}}}
{\displaystyle \mathbf {J} _{\rho }=L_{\rho u}\,\nabla {\frac {1}{T}}+L_{\rho \rho }\,\nabla {\frac {-\mu }{T}}}
sau, mai concis,
{\displaystyle \mathbf {J} _{\alpha }=\sum _{\beta }L_{\alpha \beta }\,\nabla f_{\beta }}
unde „forțele termodinamice” entropice sunt conjugatele „deplasărilor”, {\displaystyle u} și {\displaystyle \rho } sunt {\displaystyle \nabla f_{u}=\nabla {\frac {1}{T}}} și {\displaystyle \nabla f_{\rho }=\nabla {\frac {-\mu }{T}},} iar {\displaystyle L_{\alpha \beta }} este matricea coeficienților de transport⁠(d) a lui Onsager.

### Rata producerii entropiei
Din ecuația fundamentală rezultă că:
{\displaystyle {\frac {\partial s}{\partial t}}={\frac {1}{T}}{\frac {\partial u}{\partial t}}+{\frac {-\mu }{T}}{\frac {\partial \rho }{\partial t}}}
și
{\displaystyle \mathbf {J} _{s}={\frac {1}{T}}\mathbf {J} _{u}+{\frac {-\mu }{T}}\mathbf {J} _{\rho }=\sum _{\alpha }\mathbf {J} _{\alpha }f_{\alpha }}
Folosind ecuațiile de continuitate, rata producerii entropiei⁠(d) poate fi acum scrisă:
{\displaystyle {\frac {\partial s_{c}}{\partial t}}=\mathbf {J} _{u}\cdot \nabla {\frac {1}{T}}+\mathbf {J} _{\rho }\cdot \nabla {\frac {-\mu }{T}}=\sum _{\alpha }\mathbf {J} _{\alpha }\cdot \nabla f_{\alpha }}
și, încorporând ecuațiile fenomenologice:
{\displaystyle {\frac {\partial s_{c}}{\partial t}}=\sum _{\alpha }\sum _{\beta }L_{\alpha \beta }(\nabla f_{\alpha })\cdot (\nabla f_{\beta })}
Se poate observa că, deoarece producția de entropie trebuie să fie nenegativă, matricea Onsager a coeficienților fenomenologici {\displaystyle L_{\alpha \beta }} este o matrice pozitiv semidefinită⁠(d).

### Relațiile de reciprocitate ale lui Onsager
Contribuția lui Onsager a fost să demonstreze nu numai că {\displaystyle L_{\alpha \beta }} este pozitiv semidefinită, ci că este și simetrică, cu excepția cazurilor în care simetria inversării timpului nu este respectată. Cu alte cuvinte, coeficienții din pozițiile simetrice din {\displaystyle \ L_{u\rho }} și {\displaystyle \ L_{\rho u}} sunt egali. Faptul că sunt cel puțin proporționali este sugerat de o simplă analiză dimensională (adică ambii coeficienți sunt măsurați în aceeași unități de temperatură sau densitate masică).
Rata de producție a entropiei pentru exemplul simplu de mai sus folosește doar două forțe entropice și o matrice fenomenologică Onsager 2×2. Expresia pentru aproximarea liniară a fluxurilor și rata producerii entropiei poate fi adesea exprimată într-un mod analog pentru multe sisteme mai generale și mai complicate.

## Formularea abstractă
Fie {\displaystyle x_{1},x_{2},\ldots ,x_{n}} fluctuațiile de la valorile de echilibru ale mai multor mărimi termodinamice și fie {\displaystyle S(x_{1},x_{2},\ldots ,x_{n})} entropia. Atunci, formula entropiei a lui Boltzmann⁠(d) dă pentru probabilitatea dată de funcția de distribuție⁠(d) {\displaystyle w=A\exp(S/k)}, unde A este o constantă, deoarece probabilitatea unui set dat de fluctuații {\displaystyle {x_{1},x_{2},\ldots ,x_{n}}} este proporțională cu numărul de microstări cu aceea fluctuație. Presupunând că fluctuațiile sunt mici, probabilitatea dată de funcția de distribuție poate fi exprimată prin derivata de ordinul al doilea a entropiei 
{\displaystyle w={\tilde {A}}e^{-{\frac {1}{2}}\beta _{ik}x_{i}x_{k}}\,;\quad \beta _{ik}=\beta _{ki}=-{\frac {1}{k}}{\frac {\partial ^{2}S}{\partial x_{i}\partial x_{k}}}\,,}
unde este folosită convenția de însumare Einstein⁠(d), iar {\displaystyle \beta _{ik}} este o matrice simetrică pozitiv definită.
Folosind aproximarea echilibrului cvasistaționar, adică presupunând că sistemul este doar puțin neechilibrat, se poat scrie {\displaystyle {\dot {x}}_{i}=-\lambda _{ik}x_{k}}
Fie definirea mărimilor conjugate termodinamice ca {\textstyle X_{i}=-{\frac {1}{k}}{\frac {\partial S}{\partial x_{i}}}}, care pot, de asemenea, să fie exprimate ca funcții liniare (pentru fluctuații mici): {\displaystyle X_{i}=\beta _{ik}x_{k}}
Astfel, se poate scrie {\displaystyle {\dot {x}}_{i}=-\gamma _{ik}X_{k}} unde {\displaystyle \gamma _{ik}=\lambda _{il}\beta _{lk}^{-1}} se numesc „coeficienți cinetici”.
„Principiul simetriei coeficienților cinetici” sau „principiul lui Onsager” afirmă că {\displaystyle \gamma } este o matrice simetrică, adică {\displaystyle \gamma _{ik}=\gamma _{ki}}